# Liste der Einträge im National Register of Historic Places im St. Louis County (Minnesota)

Lage des St. Louis County in Minnesota

Die Liste der Einträge im National Register of Historic Places im Sibley County in Minnesota führt alle Bauwerke und historischen Stätten im St. Louis County auf, die in das National Register of Historic Places aufgenommen wurden.

## Legende
| NRHP | Historic Place             |
| HD   | Historic District          |
| NHL  | National Historic Landmark |

## Aktuelle Einträge
| [ 2 ] | Name                                                                    | Bild                                                                    | Eintragsdatum        | Lage | Ort                             | Beschreibung |
| ----- | ----------------------------------------------------------------------- | ----------------------------------------------------------------------- | -------------------- | --- | ------------------------------- | --- |
| 1     | Aerial Lift Bridge                                                      | Aerial Lift Bridge                                                      | 1973 ID-Nr. 73002174 | Lake Avenue 46° 46′ 44,3″ N, 92° 5′ 34,4″ W                                                                                  | Duluth                          | 1905 als Schwebefähre errichtet und 1930 zur Hubbrücke umgebaut                                                                                        |
| 2     | Elias and Lisi Aho Historic Farmstead                                   | Elias and Lisi Aho Historic Farmstead                                   | 1990 ID-Nr. 90000499 | Abseits der Township Road 358 47° 39′ 6″ N, 92° 9′ 34,9″ W                                                                   | östlich von Embarrass           | Von 1902 bis 1907 angelegte Farm finnischer Einwanderer                                                                                                |
| 3     | Alango School                                                           | Alango School                                                           | 1980 ID-Nr. 80004338 | County Highways 22 und 25 47° 46′ 24,8″ N, 92° 47′ 34,9″ W                                                                   | Cook                            | 1927 aus Backsteinen errichtetes Schulgebäude |
| 4     | Andrew G. Anderson House                                                | Andrew G. Anderson House                                                | 1980 ID-Nr. 80004348 | 1001 East Howard Street 47° 25′ 40,3″ N, 92° 55′ 46,4″ W                                                                     | Hibbing                         | 1920 im georgianischen Stil errichtetes Wohnhaus eines der Mitbegründer der späteren Greyhound Lines                                                   |
| 5     | Androy Hotel                                                            | Androy Hotel                                                            | 1986 ID-Nr. 86001290 | 592 East Howard Street 47° 25′ 38″ N, 92° 56′ 10,4″ W                                                                        | Hibbing                         | 1921 im Stil der Neorenaissance errichtetes Hotel |
| 6     | Archeological Site 21SL35                                               |                                                                         | 1987 ID-Nr. 87002165 | Voyageurs-Nationalpark | östlich von International Falls | Präkolumbischer Siedlungsplatz |
| 7     | Archeological Site 21SL55                                               |                                                                         | 1988 ID-Nr. 88000989 | Voyageurs-Nationalpark | östlich von International Falls | Siedlungsplatz aus der Zeit zwischen 700 und 1500 |
| 8     | Archeological Site 21SL141                                              |                                                                         | 1987 ID-Nr. 87002164 | Voyageurs-Nationalpark | östlich von International Falls | Siedlungsplatz aus der Zeit zwischen 300 und 1900 |
| 9     | Archeological Site No. 21SL73                                           |                                                                         | 1989 ID-Nr. 88003130 | Voyageurs-Nationalpark | östlich von International Falls | Saisonaler Siedlungsplatz aus der Zeit zwischen 100 und 1500                                                                                           |
| 10    | Archeological Site No. 21SL82                                           |                                                                         | 1988 ID-Nr. 88000067 | Voyageurs-Nationalpark | östlich von International Falls | Saisonaler Siedlungsplatz aus der Zeit zwischen 3000 v. Chr. bis 1900 n. Chr.                                                                          |
| 11    | B'nai Abraham Synagogue                                                 | B'nai Abraham Synagogue                                                 | 1980 ID-Nr. 80004356 | 328 South 5th Street 47° 31′ 6,7″ N, 92° 32′ 10,9″ W                                                                         | Virginia                        | 1909 aus Backsteinen errichtete Synagoge |
| 12    | W. Bailey House                                                         | W. Bailey House                                                         | 1980 ID-Nr. 80004347 | 705 Pierce Street 47° 27′ 46,8″ N, 92° 32′ 4,3″ W                                                                            | Eveleth                         | 1905 mit gefärbten Zement im Queen-Anne-Stil errichtetes Wohnhaus                                                                                      |
| 13    | W.T. Bailey House                                                       | W.T. Bailey House                                                       | 1980 ID-Nr. 80004357 | 816 South 5th Avenue 47° 30′ 58,7″ N, 92° 32′ 17,1″ W                                                                        | Virginia                        | 1921 im Mission Revival genannten Stil errichtetes Wohnhaus                                                                                            |
| 14    | Bridge No. 5757                                                         | Bridge No. 5757                                                         | 1998 ID-Nr. 98000720 | Brücke der MN 23 über den Mission Creek 46° 39′ 37,7″ N, 92° 16′ 32,2″ W                                                     | Duluth                          | 1937 errichtete steinerne Bogenbrücke |
| 15    | Bridge No. L-6007                                                       | Bridge No. L-6007                                                       | 1989 ID-Nr. 89001826 | Brücke des Skyline Parkway über den Stewart Creek 46° 42′ 12,7″ N, 92° 13′ 41″ W                                             | Duluth                          | 1925 errichtete steinerne Bogenbrücke |
| 16    | Bruce Mine Headframe                                                    | Bruce Mine Headframe                                                    | 1978 ID-Nr. 78003124 | Abseits des U. S. 169. 47° 28′ 37,7″ N, 92° 51′ 54,3″ W                                                                      | Chisholm                        | 1926 errichteter stählerner Förderturm |
| 17    | Buhl Public Library                                                     | Buhl Public Library                                                     | 1983 ID-Nr. 83004605 | Jones Avenue Ecke Frantz Street 47° 29′ 45,2″ N, 92° 46′ 34″ W                                                               | Buhl                            | 1918 aus Backsteinen errichtete Bibliothek |
| 18    | Buhl Village Hall                                                       | Buhl Village Hall                                                       | 1983 ID-Nr. 83000944 | Jones Avenue Ecke 4th Street 47° 29′ 43,9″ N, 92° 46′ 40″ W                                                                  | Buhl                            | 1913 aus Backsteinen im Beaux-Arts-Stil errichtetes Rathaus                                                                                            |
| 19    | Bull-of-the-Woods Logging Scow                                          |                                                                         | 1999 ID-Nr. 99000189 | Adresse nicht veröffentlicht                                                                                                 | Morse Township                  | Wrack eines 1893 zur Holzflößerei gebauten Dampfschleppers                                                                                             |
| 20    | Burntside Lodge                                                         | Burntside Lodge                                                         | 1988 ID-Nr. 88000896 | Abseits des County Highway 88 47° 55′ 27,5″ N, 91° 57′ 8,3″ W                                                                | Ely                             | Von 1914 bis 1937 aus Blockhütten errichtetes, aus einem Jägerlager hervorgegangenes Resort                                                            |
| 21    | Emmett Butler House                                                     | Emmett Butler House                                                     | 1980 ID-Nr. 80004349 | 2530 3rd Avenue, West 47° 25′ 14,1″ N, 92° 56′ 39,1″ W                                                                       | Hibbing                         | 1916 im als Colonial Revival bezeichneten Stil errichtetes Wohnhaus eines Mitbegründers einer Minengesellschaft                                        |
| 22    | Chester Terrace                                                         | Chester Terrace                                                         | 1980 ID-Nr. 80004341 | 1210-1232 East 1st Street 46° 47′ 58,1″ N, 92° 5′ 0,2″ W                                                                     | Duluth                          | 1890 aus Backsteinen im neuromanischen Stil errichtete Häuserzeile                                                                                     |
| 23    | Church of St. John the Baptist (Catholic)                               | Church of St. John the Baptist (Catholic)                               | 1980 ID-Nr. 80004362 | 309 South 3rd Avenue 47° 31′ 14,7″ N, 92° 32′ 9,3″ W                                                                         | Virginia                        | 1924 aus Backsteinen im neugotischen Stil errichtete Kirche polnischer Einwanderer                                                                     |
| 24    | Church of St. Joseph (Catholic)                                         | Church of St. Joseph (Catholic)                                         | 2002 ID-Nr. 02000940 | 7897 Elmer Road 47° 5′ 1,3″ N, 92° 46′ 37,4″ W                                                                               | Meadowlands                     | 1913 errichtete Kirche osteuropäischer Siedler |
| 25    | Church of the Holy Family (Catholic)                                    | Church of the Holy Family (Catholic)                                    | 1980 ID-Nr. 80004345 | 307 Adams Avenue 47° 27′ 45,5″ N, 92° 32′ 18,1″ W                                                                            | Eveleth                         | 1909 aus Backsteinen im neugotischen Stil errichtete Kirche slowenischer Einwanderer                                                                   |
| 26    | Civilian Conservation Corps Camp S-52                                   | Civilian Conservation Corps Camp S-52                                   | 1989 ID-Nr. 89000158 | Abseits des U.S. Highway 53 48° 6′ 5″ N, 92° 50′ 39″ W                                                                       | Orr                             | 1933 errichtete Gebäude eines Camps des Civilian Conservation Corps                                                                                    |
| 27    | Coates House                                                            | Coates House                                                            | 1980 ID-Nr. 80004358 | 817 South 5th Avenue 47° 30′ 58,4″ N, 92° 32′ 19,7″ W                                                                        | Virginia                        | 1912 errichtetes Wohnhaus |
| 28    | Chester and Clara Congdon Estate                                        | Chester and Clara Congdon Estate                                        | 1991 ID-Nr. 91001057 | 3300 London Road 46° 48′ 54,6″ N, 92° 3′ 6,5″ W                                                                              | Duluth                          | 1909 im als Jacobean Revival bezeichneten Stil errichtetes Gebäude; heute ein von der University of Minnesota Duluth unterhaltenes Museum              |
| 29    | Delvic Building                                                         | Delvic Building                                                         | 1980 ID-Nr. 80004350 | 1st Avenue Ecke Howard Street 47° 25′ 37,7″ N, 92° 56′ 30,4″ W                                                               | Hibbing                         | 1922 aus Backsteinen errichtetes Geschäftsgebäude |
| 30    | DeWitt-Seitz Building                                                   | DeWitt-Seitz Building                                                   | 1985 ID-Nr. 85001999 | 394 Lake Avenue, South 46° 46′ 55″ N, 92° 5′ 40,3″ W                                                                         | Duluth                          | 1909 aus Backsteinen errichtetes Lagerhaus |
| 31    | Duluth Central High School                                              | Duluth Central High School                                              | 1972 ID-Nr. 72001488 | Lake Avenue Ecke 2nd Street 46° 47′ 20,5″ N, 92° 6′ 0,8″ W                                                                   | Duluth                          | 1892 aus Sandstein im Richardsonian-Romanesque-Stil errichtetes Schulgebäude mit Uhrturm                                                               |
| 32    | Duluth and Iron Range Railroad Company Passenger Station                | Duluth and Iron Range Railroad Company Passenger Station                | 2013 ID-Nr. 13000380 | 404 Pine Street 47° 48′ 15,9″ N, 92° 16′ 44,8″ W                                                                             | Tower                           | 1916 errichtetes Bahnhofsgebäude |
| 33    | Duluth Armory                                                           | Duluth Armory                                                           | 2011 ID-Nr. 11000324 | 1301-1305 London Road 46° 47′ 56,5″ N, 92° 4′ 50,3″ W                                                                        | Duluth                          | 1915 errichtetes Arsenal der Nationalgarde |
| 34    | Duluth Civic Center Historic District                                   | Duluth Civic Center Historic District                                   | 1986 ID-Nr. 86003097 | 5th Avenue, West und 1st Street 46° 47′ 0″ N, 92° 6′ 23″ W                                                                   | Duluth                          | Justiz- und Verwaltungsgebäude des St. Louis County |
| 35    | Duluth Commercial Historic District                                     | Duluth Commercial Historic District                                     | 2006 ID-Nr. 06000455 | Superior Street und 1st zwischen 4th Avenue, West und 4th Avenue, East 46° 47′ 14,2″ N, 92° 5′ 55,6″ W                       | Duluth                          | 20 Blocks mit Gebäuden aus der Zeit der Jahrhundertwende um 1900                                                                                       |
| 36    | Duluth Missabe and Iron Range Depot (Endion)                            | Duluth Missabe and Iron Range Depot (Endion)                            | 1975 ID-Nr. 75002088 | 100 Lake Place 46° 47′ 10,8″ N, 92° 5′ 42,3″ W                                                                               | Duluth                          | 1899 im Richardsonian Romanesque-Stil errichtetes Bahnhofsgebäude                                                                                      |
| 37    | Duluth Public Library                                                   | Duluth Public Library                                                   | 1978 ID-Nr. 78003125 | 101 West 2nd Street 46° 47′ 14,3″ N, 92° 6′ 8,1″ W                                                                           | Duluth                          | 1902 aus Backsteinen errichtete Carnegie-Bibliothek |
| 38    | Duluth South Breakwater Inner (Duluth Range Rear) Lighthouse            | Duluth South Breakwater Inner (Duluth Range Rear) Lighthouse            | 1983 ID-Nr. 83000945 | South Breakwater 46° 46′ 43,3″ N, 92° 5′ 31,2″ W                                                                             | Duluth                          | 1901 errichteter stählerner Leuchtturm an der Einfahrt zum Duluth Ship Canal                                                                           |
| 39    | Duluth State Normal School Historic District                            | Duluth State Normal School Historic District                            | 1985 ID-Nr. 85002757 | East 5th Street 46° 48′ 44,9″ N, 92° 4′ 35,1″ W                                                                              | Duluth                          | 1898 errichtetes Lehrerbildungsinstitut mit drei Gebäuden                                                                                              |
| 40    | Duluth Union Depot                                                      | Duluth Union Depot                                                      | 1971 ID-Nr. 71001028 | 5th Avenue, West Ecke Michigan Street 46° 46′ 52,8″ N, 92° 6′ 14,6″ W                                                        | Duluth                          | 1892 im Châteauesque-Stil errichtetes Bahnhofsgebäude; beherbergt heute eine Reihe von kulturellen Einrichtungen                                       |
| 41    | Duluth, Winnipeg, and Pacific Depot                                     | Duluth, Winnipeg, and Pacific Depot                                     | 1980 ID-Nr. 80004364 | 600 Chestnut Street 47° 31′ 23,3″ N, 92° 32′ 28″ W                                                                           | Virginia                        | 1913 aus Backsteinen errichtetes Bahnhofsgebäude |
| 42    | East Howard Street Commercial Historic District                         | East Howard Street Commercial Historic District                         | 1993 ID-Nr. 93000255 | 101-510 East Howard Street 47° 25′ 38,8″ N, 92° 56′ 21,1″ W                                                                  | Hibbing                         | 1921 errichtetes Geschäftsviertel |
| 43    | Endion School                                                           | Endion School                                                           | 1983 ID-Nr. 83000946 | 1801 East 1st Street 46° 48′ 19,1″ N, 92° 4′ 36,9″ W                                                                         | Duluth                          | 1890 aus Backsteinen im Richardsonian Romanesque-Stil errichtetes Schulgebäude                                                                         |
| 44    | Eveleth Manual Training School                                          | Eveleth Manual Training School                                          | 1980 ID-Nr. 80004343 | Roosevelt Avenue 47° 27′ 51″ N, 92° 31′ 59,7″ W                                                                              | Eveleth                         | 1914 im Stil der Moderne errichtete Berufsschule für das Stahlindustriegewerbe                                                                         |
| 45    | Eveleth Recreation Building                                             | Eveleth Recreation Building                                             | 1980 ID-Nr. 80004344 | Garfield Street Ecke Adams Avenue 47° 27′ 59,2″ N, 92° 32′ 20″ W                                                             | Eveleth                         | 1918 errichtete Turnhalle, die 1930 in eine Hemdenfabrik umgewidmet wurde                                                                              |
| 46    | Finnish Sauna                                                           | Finnish Sauna                                                           | 1980 ID-Nr. 80004360 | 105 South 1st Street 47° 31′ 21″ N, 92° 31′ 54″ W                                                                            | Virginia                        | 1912 errichtetes öffentliches Badehaus finnischer Einwanderer                                                                                          |
| 47    | Fire House No. 1                                                        | Fire House No. 1                                                        | 1975 ID-Nr. 75002089 | 1st Avenue, East Ecke 3rd Street 46° 47′ 24,6″ N, 92° 6′ 1,2″ W                                                              | Duluth                          | 1889 aus Backsteinen im Richardsonian Romanesque-Stil errichtete Feuerwache                                                                            |
| 48    | First National Bank of Gilbert                                          | First National Bank of Gilbert                                          | 2012 ID-Nr. 12000415 | 2 North Broadway 47° 29′ 15,2″ N, 92° 28′ 0,1″ W                                                                             | Gilbert                         | 1920 errichtetes Bankgebäude |
| 49    | Fitger Brewing Company                                                  | Fitger Brewing Company                                                  | 1984 ID-Nr. 84001690 | 600 East Superior Street 46° 47′ 33″ N, 92° 5′ 25,9″ W                                                                       | Duluth                          | Zwischen 1886 und 1930 im Richardsonian Romanesque-Stil errichtete Brauerei                                                                            |
| 50    | Flint Creek Farm Historic District                                      | Flint Creek Farm Historic District                                      | 1989 ID-Nr. 89000139 | MN 1 47° 51′ 45″ N, 92° 48′ 35,7″ W                                                                                          | westlich von Cook               | Von Holzfällern gegründete Farm |
| 51    | Jun Fujita Cabin                                                        | Jun Fujita Cabin                                                        | 1996 ID-Nr. 96001351 | Wendt Island im Voyageurs-Nationalpark 48° 32′ 59″ N, 92° 52′ 16″ W                                                          | östlich von Ranier              | 1928 errichtete Hütte des japanischstämmigen Fotografen Jun Fujita                                                                                     |
| 52    | Gregorius and Mary Hanka Historic Farmstead                             | Gregorius and Mary Hanka Historic Farmstead                             | 1990 ID-Nr. 90000500 | Abseits der Township Road 6544 47° 41′ 23,6″ N, 92° 12′ 10,2″ W                                                              | Embarrass Township              | Zwischen 1910 und 1915 errichtete Farm finnischer Einwanderer                                                                                          |
| 53    | Hartley Building                                                        | Hartley Building                                                        | 1989 ID-Nr. 89002127 | 740 East Superior Street 46° 47′ 39,3″ N, 92° 5′ 17,9″ W                                                                     | Duluth                          | 1914 aus Backsteinen im Stil des Jacobean Revival errichtetes Bürogebäude                                                                              |
| 54    | Height of Land Portage                                                  | Height of Land Portage                                                  | 1992 ID-Nr. 92000842 | Abseits der County Road 138 47° 36′ 49″ N, 92° 18′ 6″ W                                                                      | Umgebung von Embarrass          | Zwischen 1630 und den 1870er Jahren benutzte Passage                                                                                                   |
| 55    | Hibbing City Hall                                                       | Hibbing City Hall                                                       | 1981 ID-Nr. 81000683 | 21st Street, East Ecke 4th Avenue 47° 25′ 36,1″ N, 92° 56′ 14,2″ W                                                           | Hibbing                         | 1922 aus Backsteinen im Stil des Georgian Revival errichtetes Rathaus                                                                                  |
| 56    | Hibbing Disposal Plant                                                  | Hibbing Disposal Plant                                                  | 1991 ID-Nr. 91001022 | 1300 East 23rd Street 47° 25′ 30,1″ N, 92° 54′ 56″ W                                                                         | Hibbing                         | 1941 aus Beton im Stil der Moderne von der Public Works Administration errichtete Kläranlage                                                           |
| 57    | Hibbing High School                                                     | Hibbing High School                                                     | 1980 ID-Nr. 80004351 | 21st Street Ecke 8th Avenue 47° 25′ 32,4″ N, 92° 55′ 57,1″ W                                                                 | Hibbing                         | 1924 aus Backsteinen errichtetes Schulgebäude |
| 58    | Matt and Emma Hill Historic Farmstead                                   |                                                                         | 1990 ID-Nr. 90000768 | Abseits der Township Road 303 47° 39′ 21,2″ N, 92° 19′ 55,7″ W                                                               | Umgebung von Tower              | Zwischen 1897 und 1920 errichtete Farm finnischer Einwanderer                                                                                          |
| 59    | Hotel Glode                                                             | Hotel Glode                                                             | 1980 ID-Nr. 80004346 | 222 Adams Avenue 47° 27′ 44,5″ N, 92° 32′ 15,6″ W                                                                            | Eveleth                         | 1904 aus Backsteinen errichtetes Hotel |
| 60    | Hull–Rust–Mahoning Open Pit Iron Mine                                   | Hull–Rust–Mahoning Open Pit Iron Mine                                   | 1966 ID-Nr. 66000904 | 3rd Avenue, East 47° 27′ 10″ N, 92° 57′ 40″ W                                                                                | Hibbing                         | Weltgrößter Eisenerztagebau |
| 61    | William Ingersoll Estate                                                | William Ingersoll Estate                                                | 2011 ID-Nr. 11000360 | Ingersoll’s Island im Voyageurs-Nationalpark 48° 21′ 17″ N, 92° 28′ 25″ W                                                    | Crane Lake                      | 1928 gebautes Fertighaus |
| 62    | Irving School                                                           | Irving School                                                           | 1992 ID-Nr. 92001611 | 101 North 56th Avenue, West 46° 44′ 7,4″ N, 92° 10′ 6,8″ W                                                                   | Duluth                          | 1895 aus Backsteinen im Stil der Neorenaissance errichtete Berufsschule                                                                                |
| 63    | Jukola Boardinghouse                                                    | Jukola Boardinghouse                                                    | 1982 ID-Nr. 82004710 | 201 North 3rd Avenue 47° 31′ 29,2″ N, 92° 32′ 4,8″ W                                                                         | Virginia                        | 1912 errichtetes Haus für Minenarbeiter |
| 64    | Kabetogama Ranger Station District                                      | Kabetogama Ranger Station District                                      | 1993 ID-Nr. 93000479 | Südwestufer des Kabetogama Lake im Voyageurs-Nationalpark 48° 26′ 43″ N, 93° 1′ 47″ W                                        | Kabetogama                      | Von 1933 bis 1941 vom Civilian Conservation Corps errichtete Rangerstation                                                                             |
| 65    | Kettle Falls Historic District                                          | Kettle Falls Historic District                                          | 1978 ID-Nr. 78000376 | Kettle Channel im Voyageurs-Nationalpark 48° 30′ 5″ N, 92° 38′ 25″ W                                                         | östlich von Island View         | Frühere Passage und 1914 errichteter Staudamm |
| 66    | Kettle Falls Hotel                                                      | Kettle Falls Hotel                                                      | 1976 ID-Nr. 76000210 | Kettle Channel im Voyageurs-Nationalpark 48° 30′ 10,5″ N, 92° 38′ 23,5″ W                                                    | östlich von Island View         | 1913 errichtetes abgelegenes Hotel, nur zu Wasser erreichbar; einziges Hotel im Nationalpark                                                           |
| 67    | Kitchi Gammi Club                                                       | Kitchi Gammi Club                                                       | 1975 ID-Nr. 75002090 | 831 East Superior Street 46° 47′ 43,4″ N, 92° 5′ 16″ W                                                                       | Duluth                          | 1913 in einem Stilmix aus georgianischem und neugotischem Stil nach einem Entwurf des Architekten Bertram Goodhue errichtetes Klubhaus                 |
| 68    | LeMoine Building                                                        | LeMoine Building                                                        | 1989 ID-Nr. 89000140 | Abseits des County Highway 74 47° 58′ 6,2″ N, 92° 48′ 36,9″ W                                                                | Gheen                           | 1913 errichteter Laden |
| 69    | Charles Lenont House                                                    | Charles Lenont House                                                    | 1980 ID-Nr. 80004359 | 202 North 5th Avenue 47° 31′ 27,2″ N, 92° 32′ 20,7″ W                                                                        | Virginia                        | Im Jahr 1900 aus Backsteinen im Queen Anne-Stil errichtetes Wohnhaus                                                                                   |
| 70    | Lester River Bridge-Bridge No. 5772                                     | Lester River Bridge-Bridge No. 5772                                     | 2002 ID-Nr. 02000934 | Brücke der London Road über den Lester River 46° 50′ 12″ N, 92° 0′ 22,3″ W                                                   | Duluth                          | 1925 aus Beton errichtete Bogenbrücke mit Steinverkleidung                                                                                             |
| 71    | Adolph Levin Cottage                                                    |                                                                         | 2011 ID-Nr. 11000361 | Mead Wood Road 48° 26′ 4,5″ N, 92° 51′ 12,7″ W                                                                               | östlich von Kabetogama          | 1937 errichtetes Sommerhaus |
| 72    | Lincoln Branch Library                                                  | Lincoln Branch Library                                                  | 2013 ID-Nr. 12001175 | 2229 West 2nd Street 46° 46′ 0,1″ N, 92° 7′ 44,5″ W                                                                          | Duluth                          | 1917 errichtete Carnegie-Bibliothek |
| 73    | Lincoln School Building                                                 | Lincoln School Building                                                 | 1978 ID-Nr. 78003130 | 3rd Avenue Ecke 1st Street, North 47° 31′ 27,7″ N, 92° 32′ 3,9″ W                                                            | Virginia                        | 1922 aus Backsteinen im als Jacobean Revival bezeichneten Baustil errichtetes Schulgebäude                                                             |
| 74    | Listening Point                                                         | Listening Point                                                         | 2007 ID-Nr. 07001316 | 3128 Listening Point Road 47° 54′ 11,5″ N, 92° 1′ 1,5″ W                                                                     | Umgebung von Ely                | 1956 errichtete Hütte des Autors und Umweltschützers Sigurd F. Olson                                                                                   |
| 75    | E.J. Longyear First Diamond Drill Site                                  | E.J. Longyear First Diamond Drill Site                                  | 1977 ID-Nr. 77001526 | Abseits des County Highway 110 47° 33′ 25″ N, 92° 7′ 4″ W                                                                    | Hoyt Lakes                      | Stelle, an der 1890 die erste Probebohrung mit einem Diamantbohrer niedergebracht wurde                                                                |
| 76    | Mike and Mary Matson Historic Farmstead                                 |                                                                         | 1990 ID-Nr. 90000769 | Abseits des County Highway 21 47° 40′ 41,6″ N, 92° 12′ 16,3″ W                                                               | Embarrass Township              | Im Jahr 1900 errichtete Farm im finnischen Stil |
| 77    | May Flower (Schiffswrack)                                               |                                                                         | 2012 ID-Nr. 12000560 | Etwa 3,5 km südlich der Mündung des Lester River in den Oberen See 46° 48′ 11,7″ N, 92° 0′ 39,8″ W                           | Umgebung von Lester Park        | 1887 gebauter Schoner; 1891 gesunken |
| 78    | Minnesota Point Lighthouse                                              | Minnesota Point Lighthouse                                              | 1974 ID-Nr. 74002206 | Minnesota Point 46° 42′ 36,1″ N, 92° 1′ 33,1″ W                                                                              | Duluth                          | Ruinen des 1858 aus Backsteinen errichteten Leutturms                                                                                                  |
| 79    | Mitchell-Tappan House                                                   | Mitchell-Tappan House                                                   | 1980 ID-Nr. 80004352 | 2145 4th Avenue 47° 25′ 30,6″ N, 92° 56′ 17,7″ W                                                                             | Hibbing                         | 1898 im Queen Anne-Stil errichtetes Wohnhaus des Vorstehers einer Minengesellschaft                                                                    |
| 80    | Bergetta Moe Bakery                                                     | Bergetta Moe Bakery                                                     | 1976 ID-Nr. 76002175 | 716 East Superior Street 46° 47′ 36,3″ N, 92° 5′ 21,7″ W                                                                     | Duluth                          | 1875 errichtete Bäckerei |
| 81    | Monson’s Hoist Bay Resort                                               | Monson’s Hoist Bay Resort                                               | 2011 ID-Nr. 11000362 | Hoist Bay 48° 25′ 4,7″ N, 92° 44′ 55,4″ W                                                                                    | östlich von Kabetogama          | Von 1939 bis 1973 betriebenes Hotel |
| 82    | Mountain Iron Mine                                                      | Mountain Iron Mine                                                      | 1968 ID-Nr. 68000052 | North of Mountain Iron 47° 32′ 20″ N, 92° 37′ 25″ W                                                                          | Mountain Iron                   | 1892 angelegte erste Takonit-Mine auf der Mesabi Range, heute National Historic Landmark                                                               |
| 83    | Munger Terrace                                                          | Munger Terrace                                                          | 1976 ID-Nr. 76002176 | 405 Mesaba Avenue 46° 47′ 8,4″ N, 92° 6′ 33,1″ W                                                                             | Duluth                          | 1892 im Châteauesque-Stil errichtete Häuserzeile |
| 84    | Erick and Kristina Nelimark Sauna                                       | Erick and Kristina Nelimark Sauna                                       | 1990 ID-Nr. 90000770 | Kreuzung der Township Roads 21 und 615 47° 39′ 46″ N, 92° 11′ 45″ W                                                          | Embarrass                       | 1930 errichtete traditionelle finnische Sauna, Teil des Nelimark Homestead Museum                                                                      |
| 85    | Northland (Eisenbahnwagen)                                              | Northland (Eisenbahnwagen)                                              | 1978 ID-Nr. 78003129 | Abseits des US 2 46° 44′ 45″ N, 92° 13′ 34″ W                                                                                | Proctor                         | 1916 gebauter privater Eisenbahnwagen des Präsidenten der Duluth, Missabe and Northern Railway                                                         |
| 86    | Orr Roadside Parking Area                                               | Orr Roadside Parking Area                                               | 2002 ID-Nr. 02000937 | US 53 Ecke 1st Avenue 48° 3′ 33″ N, 92° 49′ 50,5″ W                                                                          | Orr                             | |
| 87    | Pioneer Mine Buildings and "A" Headframe                                | Pioneer Mine Buildings and "A" Headframe                                | 1978 ID-Nr. 78003127 | Abseits der Pioneer Road 47° 54′ 42,9″ N, 91° 51′ 38,4″ W                                                                    | Ely                             | 1889–1967 betriebener Bergwerkskomplex; beherbergt heute das Ely Arts & Heritage Conter                                                                |
| 88    | Anna and Mikko Pyhala Farm                                              | Anna and Mikko Pyhala Farm                                              | 2003 ID-Nr. 03000521 | 4745 Salo Road 47° 39′ 45,8″ N, 92° 11′ 11,1″ W                                                                              | Embarrass                       | Zwischen 1895 und 1931 angelegte Farm finnischer Einwanderer                                                                                           |
| 89    | Robert Wallace (bulk carrier) shipwreck site                            | Robert Wallace (bulk carrier) shipwreck site                            | 2009 ID-Nr. 09000828 | Adresse nicht veröffentlicht                                                                                                 | Palmers                         | 1882 gebauter hölzerner Frachtdampfer; 1902 gesunken                                                                                                   |
| 90    | Sacred Heart Cathedral, Sacred Heart School and Christian Brothers Home | Sacred Heart Cathedral, Sacred Heart School and Christian Brothers Home | 1986 ID-Nr. 86001382 | 206 und 211 West 4th Street 2005 um 315 North 2nd Avenue, West erweitert (Ref.-Nr. 05000446) 46° 47′ 15,1″ N, 92° 6′ 19,1″ W | Duluth                          | 1896 aus Backsteinen im neugotischen Stil errichtete Kathedrale, 1904 errichtete Schule und 1907 errichtetes Brüderhaus                                |
| 91    | St. Louis County 4-H Club Camp                                          | St. Louis County 4-H Club Camp                                          | 1985 ID-Nr. 85000456 | 100 Pine Lane 47° 28′ 27″ N, 92° 20′ 47″ W                                                                                   | Gilbert                         | 1934 vom Civilian Conservation Corps und der Works Progress Administration errichtetes Camp für eine 4-H-Gruppe                                        |
| 92    | St. Louis County District Courthouse                                    | St. Louis County District Courthouse                                    | 1992 ID-Nr. 92000798 | 300 South 5th Avenue 47° 31′ 15″ N, 92° 32′ 16″ W                                                                            | Virginia                        | 1910 aus Backsteinen im Beaux-Arts-Stil errichtetes Gerichtsgebäude                                                                                    |
| 93    | St. Mark’s African Methodist Episcopal Church                           | St. Mark’s African Methodist Episcopal Church                           | 1991 ID-Nr. 91000439 | 530 North 5th Avenue, East 46° 47′ 44,7″ N, 92° 5′ 53,5″ W                                                                   | Duluth                          | 1913 aus Backsteinen im neugotischen Stil errichtete Kirche der ersten afroamerikanischen Gemeinde von Duluth                                          |
| 94    | Saints Peter and Paul Church-Ukrainian Catholic                         | Saints Peter and Paul Church-Ukrainian Catholic                         | 1980 ID-Nr. 80004340 | 530 Central Avenue 47° 29′ 0,7″ N, 92° 52′ 43,9″ W                                                                           | Chisholm                        | 1916 mit Zwiebeltürmen errichtete Kirche ukrainischer Einwanderer                                                                                      |
| 95    | Alex Seitaniemi Housebarn                                               | Alex Seitaniemi Housebarn                                               | 1990 ID-Nr. 90000771 | Abseits der Township Road 797 47° 42′ 25,4″ N, 92° 8′ 16,5″ W                                                                | Umgebung von Tower              | Zwischen 1907 und 1913 errichtetes Wohnstallhaus |
| 96    | Sons of Italy Hall                                                      | Sons of Italy Hall                                                      | 1980 ID-Nr. 80004353 | 704 East Howard Street 47° 25′ 38,5″ N, 92° 56′ 1″ W                                                                         | Hibbing                         | 1930 aus Backsteinen im Stil der Neorenaissance errichtetes Versammlungshaus italienischer Einwanderer                                                 |
| 97    | Soudan Iron Mine                                                        | Soudan Iron Mine                                                        | 1966 ID-Nr. 66000905 | Soudan Underground Mine State Park 47° 49′ 9,6″ N, 92° 14′ 31,6″ W                                                           | Tower                           | Ältestes und tiefstes Bergwerk Minnesotas; von 1884 bis 1962 in Betrieb; heute State Park                                                              |
| 98    | I.W. Stevens Lakeside Cottage                                           | I.W. Stevens Lakeside Cottage                                           | 2011 ID-Nr. 11000363 | Williams Island 48° 26′ 35,4″ N, 92° 44′ 20″ W                                                                               | östlich von International Falls | 1932 errichtete Hozfällerhütte |
| 99    | Stuntz Bay Boathouse Historic District                                  | Stuntz Bay Boathouse Historic District                                  | 2007 ID-Nr. 07000460 | Nördliches Ende der Stuntz Bay Road 47° 49′ 33,7″ N, 92° 14′ 10,6″ W                                                         | Umgebung von Tower              | Reihe von metallenen Bootshäusern für Beschäftigte von US Steel                                                                                        |
| 100   | Tanner’s Hospital                                                       | Tanner’s Hospital                                                       | 1980 ID-Nr. 80004342 | 204 East Camp Street 47° 54′ 14,3″ N, 91° 51′ 49,4″ W                                                                        | Ely                             | 1901 im Queen Anne-Stil errichtetes Krankenhaus aus der Zeit des Bergbaubooms in der Region                                                            |
| 101   | Waino Tanttari Field Hay Barn                                           | Waino Tanttari Field Hay Barn                                           | 1990 ID-Nr. 90000773 | Ende der Township Road 585 47° 42′ 39″ N, 92° 9′ 42″ W                                                                       | Umgebung von Tower              | 1935 im finnischen Stil errichtete Rundscheune |
| 102   | Thomas Wilson (Whaleback Freighter) Shipwreck                           | Thomas Wilson (Whaleback Freighter) Shipwreck                           | 1992 ID-Nr. 92000844 | Adresse nicht veröffentlicht                                                                                                 | Umgebung von Duluth             | 1892 gebauter Frachtdampfer, der 1902 im Hafengebiet von Duluth sank; das Wrack ist eines der besterhaltenen Beispiele für Schiffe im Walrücken-Design |
| 103   | Tower Fire Hall                                                         | Tower Fire Hall                                                         | 1980 ID-Nr. 80004355 | Main Street 47° 48′ 18″ N, 92° 16′ 29,8″ W                                                                                   | Tower                           | 1895 aus Backsteinen im Queen Anne-Stil errichtete Feuerwache                                                                                          |
| 104   | Oliver G. Traphagen House                                               | Oliver G. Traphagen House                                               | 1975 ID-Nr. 75002091 | 1509-1511 East Superior Street 46° 48′ 6,2″ N, 92° 4′ 45,8″ W                                                                | Duluth                          | 1892 im Richardsonian Romanesque-Stil aus Sandstein errichtetes Wohnhaus des Architekten Oliver G. Traphagen                                           |
| 105   | United States Army Corps of Engineers Duluth Vessel Yard                | United States Army Corps of Engineers Duluth Vessel Yard                | 1995 ID-Nr. 95001163 | 9th Street, South Ecke Minnesota Avenue 46° 46′ 32″ N, 92° 5′ 34″ W                                                          | Duluth                          | 1904 errichtete Reparaturwerft des United States Army Corps of Engineers                                                                               |
| 106   | US Fisheries Station, Duluth                                            | US Fisheries Station, Duluth                                            | 1978 ID-Nr. 78003126 | 6008 London Road 46° 50′ 10,1″ N, 92° 0′ 26″ W                                                                               | Duluth                          | In den 1880er Jahren errichteter Fischereikomplex |
| 107   | USS Essex-Schiffswrack                                                  | USS Essex-Schiffswrack                                                  | 1994 ID-Nr. 94000342 | Oberer See 46° 42′ 45,7″ N, 92° 1′ 43″ W                                                                                     | Duluth                          | Reste des von 1876 bis 1903 im Dienst der US-Marine befindlichen Dampfseglers USS Essex                                                                |
| 108   | Valon Tuote Raittiusseura                                               | Valon Tuote Raittiusseura                                               | 1979 ID-Nr. 79003199 | 125 3rd Street, North 47° 31′ 34″ N, 92° 31′ 58,2″ W                                                                         | Virginia                        | 1906 aus Backsteinen errichtetes Versammlungshaus einer finnischen Temperenzlergesellschaft                                                            |
| 109   | Virginia Brewery                                                        | Virginia Brewery                                                        | 1980 ID-Nr. 80004363 | 305 South 7th Avenue 47° 31′ 16″ N, 92° 32′ 33,7″ W                                                                          | Virginia                        | 1905 aus verschiedenfarbigen Backsteinen im Richardsonian Romanesque-Stil errichtete Brauerei                                                          |
| 110   | Virginia City Hall                                                      | Virginia City Hall                                                      | 2004 ID-Nr. 04000539 | 327 1st Street, South 47° 31′ 21,1″ N, 92° 32′ 10,8″ W                                                                       | Virginia                        | 1923 aus Backsteinen errichtetes Rathaus |
| 111   | Virginia Commercial Historic District                                   | Virginia Commercial Historic District                                   | 1997 ID-Nr. 97000020 | Chestnut Street zwischen 1st Avenue und 6th Avenue 47° 31′ 23,5″ N, 92° 32′ 9,2″ W                                           | Virginia                        | Im frühen 20. Jahrhundert aus Backsteinen errichtetes Geschäftsviertel                                                                                 |
| 112   | Virginia-Rainy Lake Lumber Company Manager’s Residence                  | Virginia-Rainy Lake Lumber Company Manager’s Residence                  | 1980 ID-Nr. 80004361 | 402 und 404 South 5th Avenue 47° 31′ 12,7″ N, 92° 32′ 17,6″ W                                                                | Virginia                        | 1910 errichtetes Wohnhaus eines Sägewerkbesitzers |
| 113   | Virginia-Rainy Lake Lumber Company Office                               | Virginia-Rainy Lake Lumber Company Office                               | 1980 ID-Nr. 80004365 | 731 3rd Street, South 47° 31′ 14,2″ N, 92° 32′ 38,1″ W                                                                       | Virginia                        | 1907 errichtetes Hauptquartier einer der führenden Holzfirmen der Region                                                                               |
| 114   | Virginia Recreation Building                                            | Virginia Recreation Building                                            | 1982 ID-Nr. 82004711 | 305 South 1st Street 47° 31′ 21,1″ N, 92° 32′ 7,6″ W                                                                         | Virginia                        | 1923 im georgianischen Stil errichtetes Versammlungshaus                                                                                               |
| 115   | Western Bohemian Fraternal Union Hall                                   | Western Bohemian Fraternal Union Hall                                   | 1986 ID-Nr. 86002123 | County Highway 29 47° 2′ 53″ N, 92° 44′ 46″ W                                                                                | Meadowlands                     | 1925 errichtetes Versammlungshaus tschechischer Einwanderer                                                                                            |
| 116   | WILLIAM A. IRVIN                                                        | WILLIAM A. IRVIN                                                        | 1989 ID-Nr. 89000858 | Minnesota Slip in Duluth Harbor 46° 46′ 58,1″ N, 92° 5′ 50,2″ W                                                              | Duluth                          | Im Jahr 1937 gebautes Flaggschiff der Frachterflotte von US Steel mit luxuriösen Passagierkabinen; heute Museum                                        |
| 117   | Wirth Building                                                          | Wirth Building                                                          | 1991 ID-Nr. 91000896 | 13 West Superior Street 46° 47′ 12″ N, 92° 5′ 56,1″ W                                                                        | Duluth                          | 1886 im Richardsonian-Romanesque-Stil errichtetes Geschäftsgebäude                                                                                     |
| 118   | YWCA of Duluth                                                          | YWCA of Duluth                                                          | 2011 ID-Nr. 11000325 | 202 West 2nd Street 46° 47′ 9,6″ N, 92° 6′ 9,9″ W                                                                            | Duluth                          | 1908 im Stil der Neorenaissance errichtetes YWCA-Gebäude                                                                                               |

## Frühere Einträge
| [ 2 ] | Name                                                                            | Bild | Eintragsdatum        | Lage                                                                     | Ort           | Beschreibung |
| ----- | ------------------------------------------------------------------------------- | ---- | -------------------- | ------------------------------------------------------------------------ | ------------- | --- |
| 1     | John Harris Hearding Grammar and High School and John A. Johnson Grammar School |      | 1997 ID-Nr. 80004354 | 4th Avenue, North Ecke 1st Street, West 47° 31′ 51,3″ N, 92° 14′ 40,5″ W | Aurora        | 1912 und 1914 errichtete öffentliche Schulen; im Jahr 2001 abgerissen und zwei Jahre später aus dem Register gestrichen |
| 2     | Otto Johnson House                                                              |      | 1980 ID-Nr. 80004354 | 202 3rd Avenue 47° 31′ 51″ N, 92° 14′ 6,8″ W                             | Mountain Iron | Im Jahr 1912 errichtetes Wohnhaus; 1997 abgerissen und ein Jahr später aus dem Register gestrichen                      |